# Cliffortia tricuspidata
Cliffortia tricuspidata là loài thực vật có hoa trong họ Hoa hồng. Loài này được Harv. mô tả khoa học đầu tiên.